# Kento Hori
Kento Hori (japanisch 堀 健人 Hori Kento; * 13. Juni 1982 in der Präfektur Hiroshima) ist ein japanischer Fußballspieler.

## Karriere
Hori erlernte das Fußballspielen in der Universitätsmannschaft der Juntendo-Universität. Seinen ersten Vertrag unterschrieb er 2005 bei Sagawa Express. Der Verein spielte in der dritthöchsten Liga des Landes, der Japan Football League. 2008 wechselte er zum Zweitligisten Mito HollyHock. Für den Verein absolvierte er 49 Ligaspiele. 2010 wechselte er zu Hoyo Oita. Ende 2013 beendete er seine Karriere als Fußballspieler.